# Saint-Beauzire (Puy-de-Dôme)
Saint-Beauzire é uma comuna francesa na região administrativa de Auvérnia-Ródano-Alpes, no departamento de Puy-de-Dôme. Estende-se por uma área de 16,08 km². Em 2010 a comuna tinha 2 249 habitantes (densidade: 139,9 hab./km²).